# Матвійчук Анатолій Миколайович
Анато́лій Микола́йович Матвійчу́к ( нар. 29 вересня 1958, Київ) — український співак, поет, композитор, журналіст, телеведучий, музичний аналітик, педагог, науковець. Народний артист України, лауреат літературних премій.
Створює і виконує пісні переважно українською мовою, частково російською.

## Біографія
У період 1980—86 років навчався у КДУ імені Т. Г. Шевченка на факультеті журналістики.
Потім А. Матвійчук працював за отриманим фахом у низці видань («Молодь України», журнал «Музика»), а також в тележурналістиці (багаторічний ведучий та автор сценарію програм каналу УТ-1 «Музичний відеомлин», «Музичний телеярмарок», «Фант-лото „Надія“»), був ведучим на каналі «М2» Часто виступав ведучим концертів та музичних фестивалів. Ведучий та автор сценарію фестивалів «Слов'янський базарчик», «Сузір'я-Артек», «Галицький шлягер».
Від 1988 року Анатолій Матвійчук — член Спілки журналістів України.
З 2015 року — Член Національної спілки письменників України.

## Творчість
Писав сценарії концертів і телепрограм, вірші та поетичні тексти для багатьох виконавців, популярних у всьому пострадянському просторі — Софії Ротару, Валерія Леонтьєва, Лариси Доліної та багатьох інших.
Починаючи від 1988 року, Анатолій Матвійчук, почав працювати і як композитор та співак. Створював пісні для Назарія Яремчука, Оксани Білозір,  Ірини Білик, Віталія та Світлани Білоножко, Алли Кудлай та багатьох інших. Всього написано понад 500 пісень, що виконувалися на професійній сцені. Серед них чимало таких, що відзначалися як найкращі пісні року..
Анатолій Матвійчук — творець 9 сольних авторських компакт-дисків («Два птахи», «Полустанок любові», «Король Шапіто», «Зачарована краса», «Ключі від Раю», «Жажда», «Моя Зоря», «Сповідь», «Дорога до себе») та 8 поетичних книжок , автор поетичних і публіцистичних публікацій в газетній та журнальній періодиці та в інтернет-виданнях.
На рахунку виконавця — шість великих сольних концертів-бенефісів з назвою «Полустанок Любові» в НП «Україна» (1996, 2000, 2004, 2007, 2014, 2018). Співак побував з гастрольними турами та концертними і поетичними виступами в багатьох містах і селах України, а також у США, Канаді, Росії, Словаччині, Болгарії, Італії, Австрії, Угорщині, Чехії, Ізраїлі, Іспанії тощо. Створив кілька пісень-гімнів — «Гімн Журналістів», «Южмаш», Гімн вболівальників ФК «Динамо», гімн УМАКО «Сузір'я».
Анатолій Матвійчук брав участь у низці музичних і пісенних конкурсів як член журі («Слов'янський базар», «Веселад», «Крок до зірок» тощо), є Членом Правління Українського молодіжного аерокосмічного об'єднання (УМАКО) «Сузір'я».
Анатолій Миколайович здійснює також наукову і викладацьку діяльність — 2005 року закінчив аспірантуру і захистив кандидатську дисертацію на тему «Історична еволюція поетики української пісні». Викладав у КНУКіМ низку спецкурсів і дисциплін, пов'язаних із журналістикою і шоу-бізнесом.
1996 року Анатолій Матвійчук отримав звання Заслуженого артиста України, у 2000 році — звання Народного артиста України.
Багаторазовий дипломант музичної премії Шлягер року.

### Книжкові видання
«Вірші», 1996; 
«Ноїв Ковчег», 1998;
«Предтеча»: Поезії. - К.: Генеза, 2003. -176 с.
«Сповідь», 2007;
«Зерна» 2012;
«На варті». Фотопоетична книга. Хмельницький: Сторожук О.В. 2015, - 84 с.
«Сміхоманія». Київ. 2017,
"Скарби". Вибрані поезії. К.-.,Видавництво "Саміт-книга", 2020

## Відзнаки та нагороди
Лауреат:
- Національної премії імені І. Франка;
- літературної премії імені Андрія Малишка;
- літературної премії імені Олександра Олеся;
- літературної премії імені Дмитра Луценка;
- Першої премії літературного конкурсу «Коронація Слова» (номінація: Пісенна лірика);
- Всеукраїнська літературно-мистецька премія «Київська книга року» (2023)[2].

Заслужений артист України (1996).
Народний артист України (2000).